# Calliphora splendens
Calliphora splendens este o specie de muște din genul Calliphora, familia Calliphoridae, descrisă de Macquart și Sabin Berthelot în anul 1838.
Este endemică în Insulele Canare. Conform Catalogue of Life specia Calliphora splendens nu are subspecii cunoscute.